# Meditatie

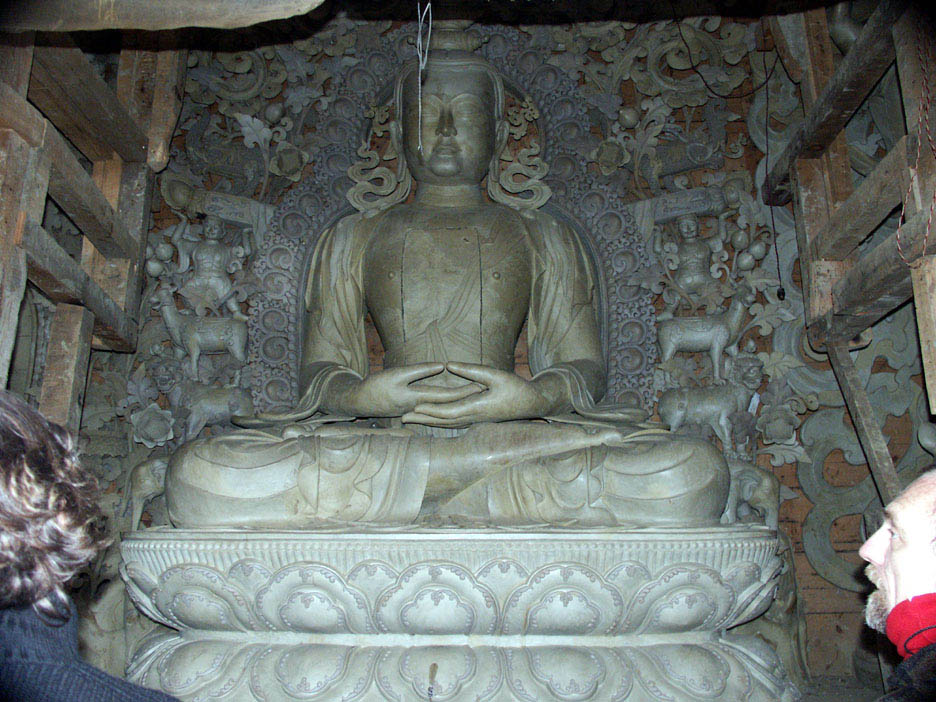
Scènes uit de Binnenste Taksang, tempelhal, gebouwd net boven de grot waar Padmasambhava mediteerde

Meditatie is een vorm van spirituele of cognitieve oefening. Vele religies en geloofsstromingen kennen meditatie in een of andere vorm, ook zijn er wetenschappelijke vormen van meditatie.
In de 20e eeuw ontstond in het westen hernieuwde belangstelling voor meditatie en bewustzijnsverruiming. Meditatie is nu vooral bekend uit het hindoeïsme en boeddhisme, waarin meditatie een essentiële methode is om de doeleinden die ze beschrijven te bereiken.

## Soorten meditatie
Meditatie verwijst naar een wijd spectrum van geestelijke oefeningen. Het woord komt van het Latijnse woord meditatio, dat op zijn beurt afgeleid is van het werkwoord "meditari" dat nadenken, overdenken betekent. Er kan onderscheid gemaakt worden tussen contemplatie, concentratie-meditatie en vipassanameditatie. Binnen die drie vormen bestaan vele varianten.

### Contemplatie
In het christendom wordt met meditatie doorgaans contemplatie bedoeld. Contemplatie is de beschouwing van een tekst uit de Bijbel of een gebeurtenis uit het leven van Jezus, waardoor deze tekst of gebeurtenis betekenis krijgt en verinnerlijkt wordt. Voorbeelden hiervan zijn de verzoekingen van Jezus in de woestijn, of het lijden van Christus. Vaak gaat deze vorm van meditatie met een vorm van devotie gepaard.
Meditatie betekent in de westelijke traditie ook peinzen over iets, zoals Descartes zijn werken ook meditaties noemde: dieper doordenken over iets, over fundamentele vragen of problemen.

### Concentratie-meditatie
Bij concentratie-meditatie wordt de aandacht geconcentreerd op een object, beeld of geluid, bijvoorbeeld (een) god, een kaarsvlam, de ademhaling, of elementen uit de natuur.
Deze vorm van meditatie kent een objectgerichte fase en een objectvrije fase

#### Objectgerichte meditatie
Objectgerichte meditatie bestaat uit het richten van de aandacht op één punt. Na enige oefening wordt ontdekt dat de aandacht niet meer zo snel wordt afgeleid door impulsen van buitenaf of van binnenuit. Dit wordt het eenpuntig maken van de aandacht genoemd. Vormen van zulke objectgerichte meditatievormen zijn bijvoorbeeld transcendente meditatie en het centrerend gebed.

#### Objectvrije meditatie
Na het eenpuntig worden van de aandacht is de bedoeling dat de aandacht geheel ontspant en dat objectvrije meditatie ontstaat. Dit wordt ook het terugkeren van de aandacht naar ‘de bron’ genoemd. Op dat moment vervalt het onderscheid tussen ‘een object’ en ‘een subject’: alles smelt samen tot Eén. Anders gezegd: het onderscheid tussen het waargenomene en de waarnemer verdwijnt.
Objectvrije meditatie is niet gericht op een object of een figuur, evenmin op een object in de vorm van een gedachte of gevoel. Vrijheid van objecten - de meditatieve staat - ontstaat vanzelf, wanneer de aandacht of focus geheel ontspant.

### Transcendente meditatie
Transcendente meditatie (TM) verschilt van contemplatie en concentratie, in de zin dat ze zich niet richt op het niveau van betekenis, zoals bij contemplatie, maar ook geen concentratie gebruikt. Veelal wordt de aandacht moeiteloos gericht op een vehikel, een klank, die de geest als vanzelf naar binnen doet keren. Dat naar binnen keren leidt uiteindelijk tot een overstijgen, transcenderen van zelfs de meest geringe gedachteactiviteit, vandaar de naam transcendente meditatie. Dit naar binnen keren van de geest heeft een parallelle werking in het lichaam, waarbij diepe ontspanning wordt ondergaan. Transcendente meditatie is geïntroduceerd door Maharishi Mahesh Yogi.

### Vipassana-meditatie
Bij Vipassana-meditatie wordt de aandacht niet geconcentreerd op één punt, maar wordt de geest juist getraind om gewaar te zijn van alle veranderingen die plaatsvinden in lichaam en geest. Hiermee wordt men zich bewust van de veranderlijke aard van de werkelijkheid. In de context van boeddhistische beoefening heet deze vorm vipassana-meditatie. Wanneer het uit de oorspronkelijke boeddhistische context wordt gehaald (bijv. voor therapeutische toepassing), is er sprake van mindfulness.
Bij Vipassana-meditatie is men zich bewust van alle opkomende gedachten en emoties maar laat men ze zonder meer aan zich voorbijgaan. Men hecht er geen belang aan en kijkt er afstandelijk naar, alsof ze aan iemand anders toebehoren, of als naar een wolk die aan een heldere hemel voorbijdrijft. Jiddu Krishnamurti noemt deze meditatieve instelling "keuzeloos gewaarzijn".

## Christelijke, hindoeïstische en boeddhistische meditatie
Meditatie-oefeningen komen in vele religies voor. In het westen zijn de christelijke, hindoeïstische en boeddhistische varianten het bekendst. Het begrip meditatie heeft echter meerdere betekenissen in deze tradities, die deels overlappen, en deels verschillen.

### Christelijke meditatie
In het christendom zijn de woorden contemplatie, meditatie, Lectio Divina en centrerend gebed gebruikelijk.
Contemplatie betekent beschouwing, overweging. De Lectio Divina is een contemplatieve methode. Hierbij wordt een Bijbeltekst of een andere tekst in stilte overwogen, om de verschillende betekenissen tot zich door te laten dringen. Hiermee krijgt de tekst betekenis en diepgang.
Bij meditatie wordt de aandacht gericht op een specifiek object, bijvoorbeeld een afbeelding of een klank. In het centrerend gebed worden een of twee betekenisvolle woorden uit een aansprekende tekst in gedachten herhaald, waardoor de geest tot rust komt.
Heel wat christelijke auteurs, zelfs vroegchristelijke, beschrijven meditatie en de ervaringen die ze daarbij hebben. Deze vormen van meditatie kunnen leiden tot mystieke ervaringen. In de protestantse traditie hebben diverse puriteinse auteurs boeken geschreven over meditatie, zoals Edmund Calamy. Puriteinse werken zijn in de Nadere Reformatie in het Nederlands vertaald.

In het bijbelboek Psalmen staan enkele psalmen vermeld waarbij het mediteren van de wet van de HEER een plaats krijgt. Denk aan psalm 1 en psalm 119: 
Psalm 1 vers 1: Welzalig de man (...) die zijn vreugde vindt in de wet van de HEERE en Zijn wet dag en nacht overdenkt. (HSV)

Psalm 119 vers 16: Ik verblijd mij in Uw verordeningen, Uw woord vergeet ik niet. (HSV)
De joodse godsdienstfilosoof Martin Buber vertaalde het woord 'wet' met 'weisung' en 'overdenken' met iets als 'murmelen'. De Bijbel schildert iemand die de Wet (of Gods Woord) overdenkt, murmelt, mediteert af als een gelukkige. De praktische theoloog Rudolf Bohren stelt over christelijke meditatie: Het is net als eten. Je kunt vol raken, maar je kunt niet voor altijd eten, je kunt niet vol blijven. De man die het Woord van God begrepen heeft, leert dat hij het niet voor eens en voor altijd heeft. Daarom moet hij er als een duif naar op zoek gaan. Zo heeft meditatie een dubbel effect: men blijft in het Woord van God, het Woord van God blijft in de gelovige. Ook Jezus Christus roept op tot meditatie, Hij zegt in Johannes 15 ''blijf in Mij'' en koppelt het ''blijven in Mij'' aan ''blijf in Mijn woorden''. Bohren verbindt meditatie wel aan de uitleg van de bijbeltekst (exegese). Hij stelt dat men bij meditatie zonder bijbeluitleg verdwaalt en dat men bij bijbeluitleg zonder meditatie leeg blijft.

### Hindoeïstische meditatie
Hindoeistische meditatie is met name bekend van de Yogasoetra's van Patanjali, waarin de methode voor het verstillen van de geest wordt beschreven. Dit is een vorm van concentratie-meditatie oftewel samatha. Het beschrijft deze benadering kernachtig in de 2-4e soetras van hoofdstuk 1 'Samapadhi': 
nu een uiteenzetting over yoga; yoga is de bewegingen in de geest tot rust te brengen; dan rust de ziener in zijn werkelijke aard; anders identificeert de ziener zich met de bewegingen.
Na complete ontspanning van de aandacht ontstaat een toestand van getuige zijn. Deze getuige is zelf geen object. Men kan deze getuige niet als dusdanig leren kennen, met behulp van de zintuigen.
Deze getuige is volgens swami Sivananda van Rishikesh, India, het ware 'IK', de Atman genoemd. Christenen zouden het de Ziel noemen. Het Nederlandse woord "adem" en het Duitse werkwoord atmen hebben waarschijnlijk dezelfde oorsprong als het Sanskriet atman. In de Bijbel blaast God met zijn adem een mens van klei leven in. Hij "bezielt" daardoor de mens.
Deze bezieling is de goddelijke vonk, het bewustzijn dat door middel van meditatie kan terugkeren tot God (Brahman).
Het Atman is dat wat denkt door middel van het verstand, ziet met de ogen, eet met de mond, hoort met de oren, ruikt met de neus en voelt door middel van het lichaam, maar onberoerd blijft bij alles wat met deze zintuigen wordt waargenomen. Dit ware 'IK', het bewustzijn dat enkel getuige is, is in alle mensen aanwezig.
Door voortgezette meditatie en het vinden van stilte ontdekt de mens volgens de Upanishads dat hij een onsterfelijke Atman of Ziel heeft, en versmelt Atman met Brahman: "TAT svam asi" - "DAT (Atman) is wat u bent" .
Ramana Maharshi zag zelfonderzoek als een vorm van meditatie. Hij gaf daartoe de volgende methode: telkens als er een gedachte, emotie of drang tot handelen opkomt, stelt men zich de vraag "wie heeft die gedachte, emotie of drang?". Het antwoord luidt vanzelfsprekend "ik". De tweede vraag die men zich vervolgens moet stellen is "wie is die ik?".
Met deze vragen worden alle opkomende gedachteassociaties en emotiestromen voortdurend onderbroken. De aandacht wordt zo verlegd naar een beschouwen van de bron van al deze activiteit. Hierdoor verkrijgt men werkelijke zelfkennis, doordat men voorbij alle antwoorden rust vindt in het spirituele hart, waar stilte heerst.

### Boeddhistische meditatie
Het boeddhisme kent 1) samatha-meditatie, gericht op eenpuntigheid en rust van geest en 2) vipassanameditatie, waarin geoefend wordt in het aandachtig waarnemen van de veranderingen van de geest. In de beoefening van beide technieken, kunnen de jhana's (meditatieve verzinkingen) een belangrijke rol spelen.
In de Maha Satipatthana Sutta legt Gautama de Boeddha uit hoe beide meditatietechnieken werken, en hoe ze zich ten opzichte van elkaar verhouden.
Het onderscheid tussen concentratie-meditatie en aandachtsmeditatie is niet strikt. Ven. Bhante Vimalaramsi gaat uit van een combinatie van rust- en inzichtmeditatie. Hij baseert zich hierbij op de sutta's. Binnen het vajrayana boeddhisme (zoals het Tibetaans boeddhisme) zijn er technieken die deze beide hoofdvormen combineren. En ook Zen kan gezien worden als een combinatie van beide, hoewel de nadruk wel sterker op concentratie ligt. Er zijn echter ook theravada stromingen die samatha (concentratie) in combinatie met sila (moraliteit) als fundament en voorwaarde voor inzicht zien.
In het Tibetaans boeddhisme is het woord voor meditatie 'gom', wat zoveel betekent als 'gewenning'. Dit staat voor het zich gewennen aan positieve staten van de geest en het vermijden van negatieve staten van de geest.

## Hedendaagse vormen
In de loop der tijden hebben verschillende religies en scholen nieuwe vormen en namen gegeven aan de basale meditatietechnieken, waardoor nieuwe vormen van meditatie zijn ontstaan.

### Tenang-meditatie
De tenang zou een boeddhistische vorm van meditatie zijn, verwant aan vipassana, maar is verder niet bekend in het boeddhisme. Het woord tenang is een Maleisisch (Indonesisch) woord dat "rustig, kalm" betekent.
Het verschil is dat de vipassana een gestructureerde en de tenang een ongestructureerde meditatietechniek is. Binnen de tenang wordt men geleerd zich bewust te worden van de pranaenergiestroom en de transformatieprocessen welk deze heeft in het lichaam.

## Spirituele en esoterische beelden van meditatie

### De lotus als metafoor voor bevrijding
Meditatie kan vergeleken worden met groeien van de lotusbloem uit de modder naar het licht. De lotus is een bloem die onder water, in het duister, in de modder, wortel schiet en opgroeit naar de oppervlakte toe. Als ze boven water uitkomt, ontvouwt ze zich in het licht van de zon.
De modder is symbolisch voor de moeilijkheden die men op aarde tegenkomt, het donkere water staat voor de pijnlijke emoties die daardoor worden teweeggebracht. Het openvouwen van de lotus boven het water, onder invloed van de zon, staat voor de bevrijding van alle zorg en voor het vinden van het geluk, de liefde en het licht. Van Jezus wordt gezegd dat hij op het water kon wandelen. Dit zou ook gezien kunnen worden als een overwinnen van emoties en moeilijkheden, na het bereiken van diep inzicht.
Ook in het hindoeïsme vindt men deze thematiek terug: de hindoegoden worden allen afgebeeld met lotusvoeten of zittende op een opengevouwen lotus ten teken van bevrijding van aardse zorg.

### Meditatie als het einde van dualiteit
Meditatie is het vinden van het midden tussen twee tegendelen, waardoor inzicht in de complementariteit van de tegendelen ontstaat en de onverzoenlijkheid van de dualiteit in de synthese verdwijnt. Meditatie helpt uiteindelijk vooral bij het inzien dat de dualiteit een subjectieve illusie is. Dit wordt geïllustreerd door yin en yang: dag en nacht, man en vrouw, de tegenstellingen kunnen niet zonder elkaar en lopen in elkaar over. Elk bevat een gedeelte van het ander. Het zonlicht creëert schaduw en 's nachts creëert de zon de reflectie van maanlicht. Elke man bevat een vrouwelijk aspect en elke vrouw een mannelijk aspect. Zo loopt alles dat is, in elkaar over.

### Meditatie als alchemie
Meditatie kan een methode zijn waarmee de mens zichzelf veredelt en verheft. Het doet denken aan de zoektocht van de middeleeuwse alchemisten naar de steen der wijzen, nodig om lood te kunnen veranderen in goud. Het doffe lood is een symbool voor de toestand van de een in zichzelf gekeerde, egoïstische, van het licht afgekeerde, verduisterde geest. Het blinkende goud staat voor de mens met een bevrijde, ongebonden en verlichte geest.
De Soefis kennen dit begrip ook. Ook bij hen staat het zoeken naar de transformatie van een onedel metaal in een edel metaal model voor een spiritueel proces. In plaats van lood gebruiken zij kwikzilver. Kwikzilver is een vloeibaar metaal, dat altijd in beweging is, net zoals 's mensen emoties en gedachten. In de Soefi-alchemie wordt van het kwikzilver eerst zilver en daarna goud gemaakt. De geest en de emoties worden gestild. Het voor dit veranderingsproces onmisbare ingrediënt, de katalysator, is vuur of warmte, wat bij de Soefis een symbool is voor liefde, liefde voor de anderen, liefde tot God. Bij hen zien we dus ook dat de heroriëntering van zichzelf naar de anderen toe noodzakelijk is om als mens te veredelen en deugdzamer te kunnen leven. Liefde tot de mensen en de liefde tot God is bij de Soefis wat bij de Alchemisten de steen der wijzen is. Volgens de Soefis maakt enkel de liefde het leven de moeite waard. Daarom noemen zij hun methode van meditatie "de alchemie van het geluk".
Meditatie als methode van alchemistische transformatie ter bevrijding van de menselijke geest, kan dus ook worden gezien als een streven naar geluk. In Falun Gong wordt er geen onderscheid gemaakt tussen het spirituele hart en de geest. De Soefis zijn het daarmee eens, want volgens hen ontdekt alleen een bevrijde geest wat liefde is, een liefde die vervolgens uitstraalt vanuit het gezuiverde hart.

## Meditatie en hersenfuncties

Gamma-golven in het EEG

Meditatie kan vanuit het standpunt van de neurowetenschap worden beschouwd als een serie oefeningen waardoor iemand controle krijgt over zijn eigen hersenprocessen. Onderzoek naar de hersenactiviteit met een elektro-encefalografie EEG van ervaren beoefenaren van meditatie laat zien dat tijdens meditatie regelmatig hoogfrequente synchrone golven in het EEG, de zogeheten gamma-golven optreden. Gamma-golven blijken te worden voortgebracht door specifieke interneuronen in de hersenschors die snel vuren en korte verbindingen met andere zenuwcellen hebben.
Er zijn bij meditatie verschillende hersencentra betrokken:
- Sulcus frontalis superior en de sulcus intraparietalis: voor het richten van de aandacht
- Prefrontale cortex
  - Dorsolaterale prefrontale cortex: registreert of de aandacht verdwijnt
  - Ventrolaterale prefrontale cortex: zorgt dat gedachten niet achter elke prikkel aangaan en remt de angst- en pijncentra
- Visuele cortex: verbindt de aandacht met bijvoorbeeld een beeld

## Meditatie en psychotherapie

### Westerse therapie en oosterse spiritualiteit
Er zijn therapeuten die een integratie van westerse psycho-therapie en oosterse spiritualiteit nastreven: de Diamond Approach van A.H. Almaas, de kwantumbewustzijn-benadering van Stephen Wolinsky, de zijnsoriëntatie van Hans Knibbe en verschillende benaderingen van therapeuten die hun aanpak geen specifieke naam geven.

### Medisch gebruik van mindfulness
Meditatie-oefeningen worden ook steeds meer gebruikt als toevoeging aan psychotherapie. Vooral in de vorm van mindfulness based cognitive therapy (MBCT), in het Nederlands vertaald met Aandachtgerichte Cognitieve Therapie. Het effect van een achtweekse training als terugvalpreventie voor mensen met terugkerende depressie is goed. Na het volgen van de training blijkt bij een nameting na 60 weken dat de deelnemers aan de cursus veel minder depressies hadden (plm. 45%) dan de controle-groep.
Ook bij andere psychische klachten werkt MBCT hoewel er nog veel onderzoek moet plaatsvinden om het nut ervan wetenschappelijk te onderbouwen.

### Gevaren van meditatie
Voor psychisch kwetsbare mensen zou "te diep" mediteren riskant kunnen zijn. Wanneer deze meditatiemethode in de geestelijke gezondheidszorg wordt gebruikt bij patiënten die lijden aan angststoornissen, depressies, stress of chronische pijn, dan zou dat soms ook averechts kunnen uitwerken wanneer onderdrukte emoties bovenkomen. Dan zou het consulteren van een in psychische schade gespecialiseerde traumatoloog een beter alternatief zijn. Confrontatie met trauma's en moeilijk te ontwarren emotionele knopen zou op zich helend zijn. 
"Maar als dat niet op de juiste wijze gebeurt, is het niet zonder gevaar. In het slechtste geval kan het iemand nog veel zieker maken en zelfs in levensgevaar brengen."

Hans Wolfgang Schumann waarschuwt dat de meditatietechnieken van concentratie en keuzeloos gewaarzijn niet zonder gevaar zijn: een teveel heeft een soort "psychisch verdrinken" tot gevolg en onvoorzichtige toepassing kan tot geestelijke ontsporing leiden. 
"In de psychiatrische klinieken van Rangoon en Bangkok bevindt zich een behoorlijk aantal patiënten, die verkeerde meditatie hebben moeten bekopen met hun geestelijke gezondheid."

## Wetenschappelijk onderzoek
Meditaties blijken cognitieve voordelen te bieden, zoals ontspanning en concentratie. Met training in meditatie kunnen depressieve gevoelens worden verminderd en kan de algehele gemoedsrust groeien. De meeste technieken hebben verschillende uitwerkingen bij mensen.
Sommige onderzoeken bieden bewijs dat mindfulness-oefeningen gunstig zijn voor de zelfregulatie van de hersenen doordat het de activiteit in de cortex cingularis anterior vergroot.
Uit een grote meta-analyse van 47 klinische studies uit 2014 gepubliceerd in JAMA, waarbij de deelnemers gemiddeld acht weken lang maximaal 40 minuten per dag aan mindfulnessmeditatie deden, blijkt matig bewijs ('moderate evidence') voor kleine verbeteringen op het gebied van angst, depressie en pijn, en een beetje bewijs ('low evidence') van verbeterde stressniveaus en kwaliteit van leven op het gebied van psychische gezondheid. In de genoemde meta-analyse is onvoldoende bewijs gevonden dat meditatie enig effect heeft op een positieve stemming, aandacht, middelengebruik, slaap en gewicht. Ook is in deze meta-studie geen bewijs gevonden dat meditatieprogramma's beter waren dan enige andere actieve behandeling waaronder sporten, gedragstherapie of medicijnen. De genoemde effecten van meditatie op angst en depressie namen af na een langere periode van meditatie (de effectgrootte was respectievelijk 0,38 en 0,30 na 8 weken, en respectievelijk 0,22 en 0,23 na 3 tot 6 maanden).
Wetenschappers hebben in 2015 ontdekt dat meditatie bepaalde delen van het menselijk brein beschermt tegen ouderdom, doordat het de afname van grijze stof vermindert.
Een meta-analyse uit 2017 op de effecten van meditatie op empathie, compassie en prosociaal gedrag wees uit dat meditatiebeoefening kleine tot middelgrote effecten heeft, en concludeerde dat het 'positieve prosociale emoties en gedrag kan verbeteren'.
Meditatie en ADHD lijkt in eerste instantie een vreemde combinatie, maar uit de eerste wetenschappelijke onderzoeken blijkt dat meditatie een goede manier kan zijn om ADHD-symptomen te verminderen. In een studie werd gekeken naar de relatie tussen ADHD en meditatie. De onderzoekers concludeerden dat meditatie een positief effect heeft op volwassenen en adolescenten met ADHD. Hun conclusie wordt ondersteund door verschillende meditatie-experts. Een andere studie uit 2017 bekeek de haalbaarheid en behandelacceptatie van meditatie om de symptomen van ADHD te verminderen. De onderzoekers vonden meditatie een haalbare en acceptabele behandeling voor ADHD bij volwassenen.

## Populariteit Nederland
Uit onderzoek van de NPO en TNS NIPO uit 2009, bleek dat 16% van de Nederlanders weleens mediteert; waarvan 10% regelmatig (twee keer per maand of vaker). Andere onderzoeken kwamen met 19%. Dit percentage lijkt al jarenlang te groeien.